# Nénigan
Nénigan település Franciaországban, Haute-Garonne megyében. Lakosainak száma 50 fő (2022. január 1.). Nénigan Puymaurin, Péguilhan, Saint-Ferréol-de-Comminges és Cap d'Astarac községekkel határos.

## Népesség
A település népességének változása:
| Lakosok száma | 64   | 59   | 59   | 55   | 59   | 63   | 65   | 56   | 52   | 50   |
|               | 1968 | 1982 | 1990 | 2006 | 2013 | 2015 | 2017 | 2019 | 2020 | 2022 |